# دانیله کاسیراگی
دانیله کاسیراگی (انگلیسی: Daniele Casiraghi؛ زادهٔ ۱۰ مارس ۱۹۹۳) بازیکن فوتبال اهل ایتالیا است.
از باشگاه‌هایی که در آن بازی کرده‌است می‌توان به باشگاه فوتبال پارما، باشگاه فوتبال لچه، باشگاه فوتبال آنکونا، و باشگاه فوتبال ارورا پرو پاتریا ۱۹۱۹ اشاره کرد.
وی همچنین در تیم‌های ملی فوتبال زیر ۱۹ سال ایتالیا، Italy Lega Pro representative teams، و زیر ۲۰ سال ایتالیا بازی کرده‌است.